# Треппо-Гранде
Треппо-Гранде, Треппо-Ґранде (італ. Treppo Grande) — муніципалітет в Італії, у регіоні Фріулі-Венеція-Джулія,  провінція Удіне.
Треппо-Гранде розташоване на відстані близько 490 км на північ від Рима, 85 км на північний захід від Трієста, 17 км на північний захід від Удіне.
Населення — 1705 осіб (2014).

## Демографія
Населення за роками:

Станом на 1 січня 2023 року в муніципалітеті офіційно проживало 57 іноземців з 24 країн, серед них 21 громадянин країн Євросоюзу та 6 громадян України.

## Сусідні муніципалітети
- Артенья
- Буя
- Кассакко
- Коллоредо-ді-Монте-Альбано
- Маньяно-ін-Рив'єра
- Тричезімо